# Europäische Zuckermarktordnung
Die Europäische Zuckermarktordnung war ein EU-Regelwerk aus Quoten, Zöllen und Subventionen zum Schutz der heimischen Produktion von Zucker in Form des Anbaus von Zuckerrüben. Sie lief am 30. September 2017 aus.

## Geschichte
Die erste einheitliche Zuckermarktordnung trat 1968 in Kraft. Sie war zunächst im Wesentlichen in der Verordnung Nr. 1009/67/EWG des Rates vom 18. Dezember 1967 über die gemeinsame Marktorganisation für Zucker niedergelegt. Dadurch entwickelte sich die Europäische Union, die bis dahin ein Nettoimporteur von Zucker gewesen ist, zu einem Exporteur von Zucker. Im Jahr 2005 setzte die Welthandelsorganisation (WTO) durch, dass der Export von Zucker aus der EU auf 1,4 Millionen Tonnen jährlich begrenzt wurde. Gleichzeitig wurde eine Importfreigabe für die ärmsten Exportländer von Zucker bestimmt, um diese bei ihrer Entwicklung zu unterstützen.

## Kritik
Befürworter der Zuckermarktordnung nannten besonders den Erhalt der heimischen Arbeitsplätze im Zuckerrübenanbau sowie die Unabhängigkeit von ausländischen Produzenten als notwendige Gründe, die heimische Produktion zu schützen. Die angeblich höhere Qualität des Rübenzuckers im Vergleich zum außerhalb der EU meist aus Zuckerrohr gewonnenen Zucker sprach nach Ansicht vieler Befürworter ebenfalls für die staatliche Regelung. Darüber hinaus werden zur Produktion von Zuckerrohr jährlich große Flächen Regenwald gerodet, was langfristige Schäden nach sich zieht.
Gegner der staatlichen Regelungen erwähnten oft ökonomische Nachteile, die aus der vergleichsweise teuren Herstellung innerhalb der EU resultieren (mit etwa 600 US-Dollar pro Tonne liegt der Preis rund dreimal höher als der Weltmarktpreis). Ebenfalls genannt wurden als negative Folgen von der Welthandelsorganisation die Diskriminierung ausländischer Hersteller und die Einschränkung des internationalen Wettbewerbs. Der Europäische Rechnungshof hat z. B. ermittelt, dass die Zuckermarktordnung zu einer zusätzlichen Belastung der EU-Verbraucher von mehr als 6 Milliarden Euro pro Jahr geführt hat.